# Piso Podang
Der Piso Podang, auch Podang, Pedang Pakpak, Pedang Shamshir, Podong, Shamshir oder Talwar genannt, ist ein Säbel der Batak in Sumatra, Indonesien.

## Beschreibung
Der Piso Podang hat eine gebogene, einschneidige Säbelklinge. Die Klinge hat ein oder zwei leichte bis starke Hohlschliffe. Die Klingen haben meist eine Rückenschneide, die vom Ort zum Heft läuft. Deren Länge beträgt etwa 9 cm bis 18 cm. Die Klingen stammen oft aus europäischer Fertigung. Der Klingenrücken ist konkav, die Schneide (indon. Mata Ni Podang oder auch Baba Ni Podang) ist konvex. Manche Klingen bestehen aus indischem, Damaszenerstahl ähnlichem Parmor-Stahl. Das Heft ist ähnlich dem des Talwars geformt und mit einem kreuzförmigen Parier ausgestattet, dessen Enden diamantförmig- oder gekerbt gestaltet sind. Es wird aus verschiedenen Metallen oder aus Hartholz gefertigt. Der Knauf ist schalenförmig und weitausladend gearbeitet, um ein Abrutschen des Griffs aus der Hand zu verhindern. Die Scheiden werden zweiteilig aus Holz gefertigt und mit Metall- oder Rattanbändern fixiert. Der Einfluss des Talwars aus Indien führte zur Entwicklung des Piso Podang. Er ist in manchen Versionen eine reine Kopie des Talwar. Der Name wurde aus dem portugiesischen „espadao“ (ausgesprochen espadang) übertragen. Es gibt verschiedene Versionen.